# Chùa Ông Mẹt
Chùa Ông Mẹk (លោកតាមាស" Lokta Meas") do phát âm của người Việt không thể đọc được là Ta Meas nên thường được gọi là Ông Mẹt. Chùa có tên chính thức theo tiếng Khmer là Bodhisálaràja, còn có tên gọi khác là chùa Kom Pong. Chùa có vị trí ở phường 1, thành phố Trà Vinh, tỉnh Trà Vinh, Việt Nam.

## Lịch sử
Đây là một ngôi chùa rất cổ ở Trà Vinh. Theo lời truyền kể thì chùa được tạo dựng đầu tiên vào khoảng năm 642 tại khu vực gần sân vận động tỉnh bây giờ. Đến khoảng năm 711, chùa mới được dời về vị trí hiện nay.

### Kiến trúc
Ngôi chùa hiện nay có diện tích 12.900 m². Chính điện được trùng tu vào những năm đầu của thế kỷ 20. Đây là một tòa nhà hình chữ nhật, mặt quay về hướng Đông, tọa lạc trên nền cao tam cấp. Mái chùa lợp ngói và có ba lớp. Mái trên cùng dốc hơn các mái kia. Các góc đầu đao của mái đều có đuôi rồng cao vút uốn lượn. Giữa các cấp mái có rèm che mưa, che nắng làm bằng gỗ, chạm khắc hoa văn. Trên các bờ dãy giáp mí của mái là các con rồng (phu chông) nằm xoãi dài. Ở các đầu cột ngoài hành lang chùa đều có tượng vũ nữ Kaynor dang tay chống đỡ mái ngói. Cột, kèo, xiên, đòn tay, la phông,... ở ngôi chính điện đều bằng gỗ quý sơn son thếp vàng và chạm khắc hoa văn hết sức công phu, sắc sảo với nhiều đề tài khác nhau. Trên vách có vẽ các tranh phân kỳ sự tích Phật Thích Ca. Trên mái có đấp hình tượng rồng rất độc đáo. Như bao ngôi chùa thuộc hệ phái Nam tông Khmer khác, bên trong chính điện chùa Ông Mẹt cũng thờ duy nhất Phật Thích Ca.
Ngoài ngôi chính điện, trong khuôn viên chùa còn có thư viện được xây dựng năm 1916, theo kiểu nhà sàn, quay mặt về hướng Đông, hai đầu có cầu thang lên xuống. Thư viện được chia làm ba gian: gian chính dùng để trưng bày sách; hai gian hai bên dùng để đọc. Sàn thư viện được làm bằng gỗ quý. Các chân cột được xây gạch bên dưới để tránh mối mọt, ẩm. Các đầu cột và xiên bên trong được chạm khắc hoa văn và sơn son thếp vàng. Đầu hồi ở phía tây chạm khắc hoa hướng dương, đầu hồi ở phía đông là hai sư tử cầm dù che mâm để kinh sách. Đặc biệt, ở gian chính có bức bình phong gỗ là tác phẩm mỹ thuật độc đáo. Trải qua thời gian, ngôi chùa được trùng tu sửa chữa trùng lần, nhưng hai công trình trên (chính điện và thư viện) vẫn giữ được giá trị về mặt kiến trúc nghệ thuật.
Để tạo điều kiện tốt cho quý sư ở các nơi về chùa tu học, năm 2001, chùa xây dựng thêm ngôi Tăng xá Đại Đoàn Kết.
Chùa thuộc hệ phái Phật giáo Nam tông Khmer, và hiện là nơi đặt Trường trung cấp Phật học Nam tông Khmer.

### Di tích cấp Quốc gia
Ngày 3 tháng 3 năm 2009, Bộ Văn hóa, Thể thao và Du lịch đã ra Quyết định số 834/QĐ-BVHTTDL công nhận chùa Ông Mẹt là di tích cấp Quốc gia thuộc loại hình di tích kiến trúc nghệ thuật.